# Régi zsidó temető (Prága)
A prágai Josefov városrészben fekvő régi zsidó temető (Židovský hřbitov) bejárata a Széles utcából (Široká u. 3.) nyílik. Az átellenes oldalon az ulice U starého hřbitovan (Régi zsidó temetőhöz vezető utca) határolja; ebben áll a Klausz-zsinagóga.

## Története
A 15. századtól a prágai zsidókat kötelezték arra, hogy halottaikat városukon belül temessék el.
Az utolsó temetés 1787-ben volt.

### Épületei
A temető határán áll a Klausz-zsinagóga, amelynek melléképülete a Zsidó Temetkezési Vállalat díszcsarnoka,
A tulajdonképpeni sírkertben áll az 1906-ban neoromán stílusban épült halottasház, amelyben sokáig a Prágai Zsidó Múzeumnak a gettó építéstörténetét bemutató gyűjteményével (Idegenvezető)
Átellenben, ugyancsak a temető szélén áll az 1911-ben a prágai Temetkezési Vállalat megbízásából épült, Ceremóniaterem, ahol a zsidók életét és hagyományait mutatja be egy kiállítás (Barangoló).

### A sírok
Mivel a többi temető felszámolásakor azokból is ide hozták a sírköveket, a temetőben mintegy 12 000 síremlék zsúfolódik össze, látszólag rendezetlenül (Barangoló). A helyszűke miatt több rétegben temetkeztek, így valójában több mint százezer ember nyugszik itt. A legrégibb sírköveket 1429-ben állították (Barangoló); más forrás (Szombathy) szerint az 1439. április 25-ei dátumot viseli, az 1389. évi pogrom történetét elégiában megörökítő Avigdor Kano költő nyugszik alatta. Számos sírkőre verset, illetve versrészletet véstek.
A sírkövekbe faragott szimbólumok az egyes családok nemzetiségét (származási helyét), nevét, illetve foglalkozását jelzik. Így például:
- a kanna a templomi szolgálatot teljesítő levitákat jelöli,
- a szarvas a Cebi családot,
- a szabó sírkövén ollót,
- a zenészén hegedűt,
- a nyomdászén és az előimádkozóén könyvet
- láthatunk.
- Az áldást osztó kezek az ősi fejedelmi Kohen nemzetséget jelzik,
- az oroszlán Jehudát,
- a medve a Dob keresztnevet,
- az egér a Maisl (Maisel) családot,
- a ponty a Karpelesz nevet.

Egyedülálló jelenség az emberalakok ábrázolása; más zsidó temetőkben erre nemigen látunk példát.
Az ide temetettek közül legismertebb a Löw rabbiként ismert Júda Löw ben Becalél (1523–1609) — a legenda szerint ő készítette a Gólemet. Síremléke egy reneszánsz stílusú tumba. A sírkő repedéseibe sokan cédulára írt rövid üzenetet dugdosnak három kívánsággal, hogy Löw rabbi teljesítse ezeket.
Itt nyugszik (ugyancsak egy tumba alatt) II. Rudolf bankára és a Zsidóváros egykori elöljárója, a híres mecénás Mordecháj Maisel. Neves reneszánsz tudós volt David Gans (1541—1613) asztronómus és történész és Josef del Madigo (1591–1655) csillagász, bölcselő és gyógyszerész (Szombathy).

## Látogatása
Nyitva:
- vasárnap, kedden és csütörtökön 11:00 – 16:00,
- pénteken 10:00n – 14:00;

a belépés díjtalan (Barangoló).

## Képgaléria

Régi zsidó temető (Prága)
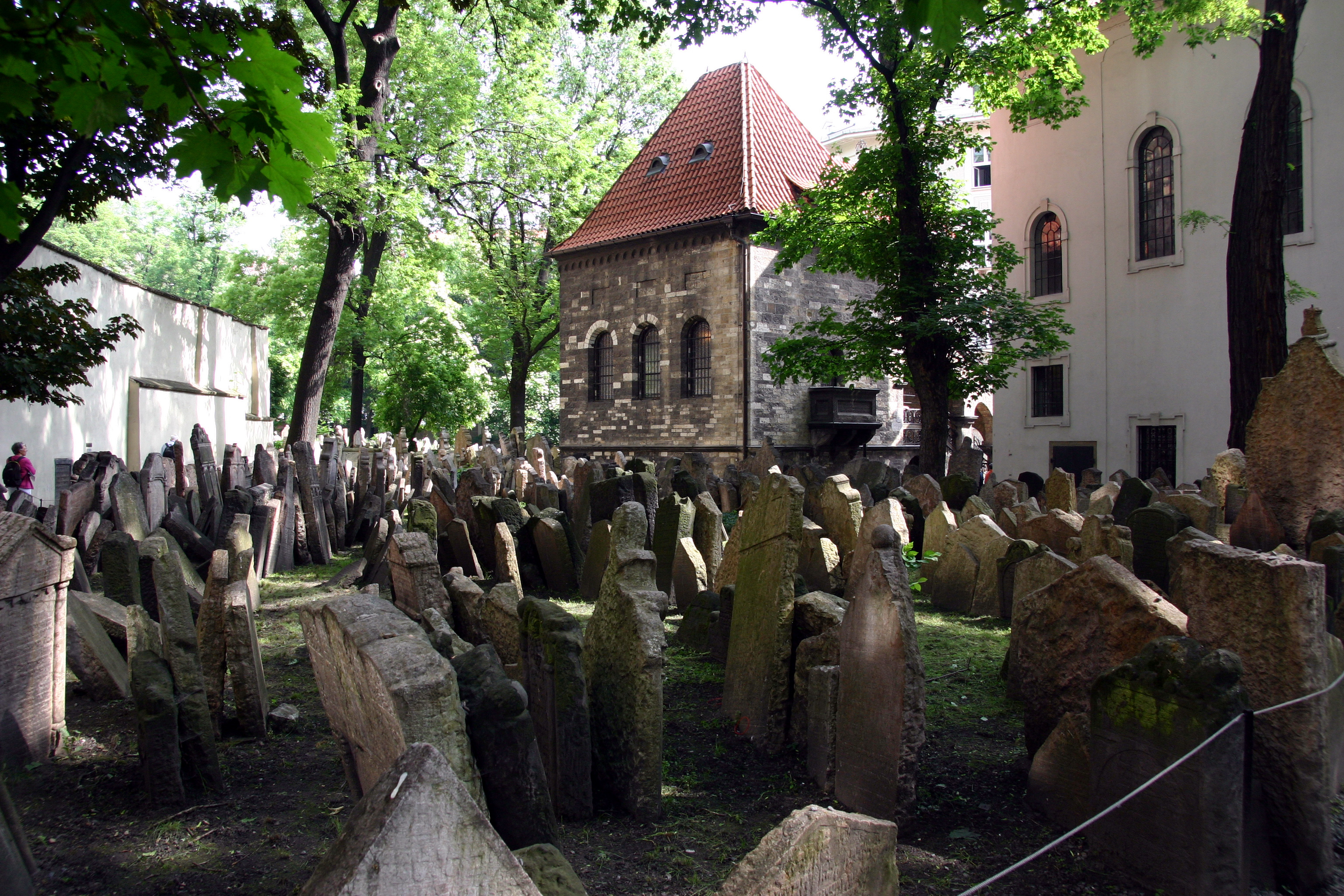
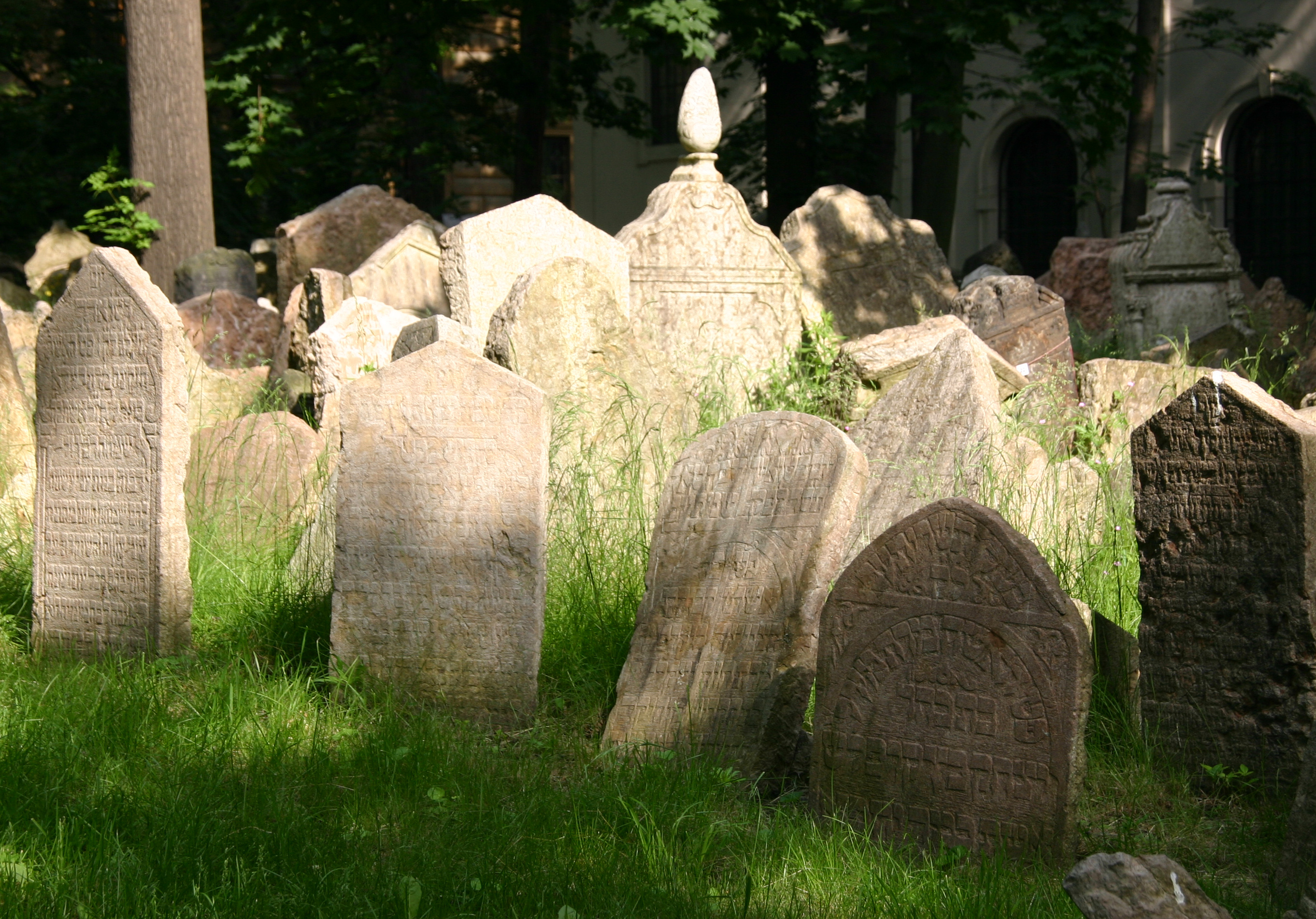
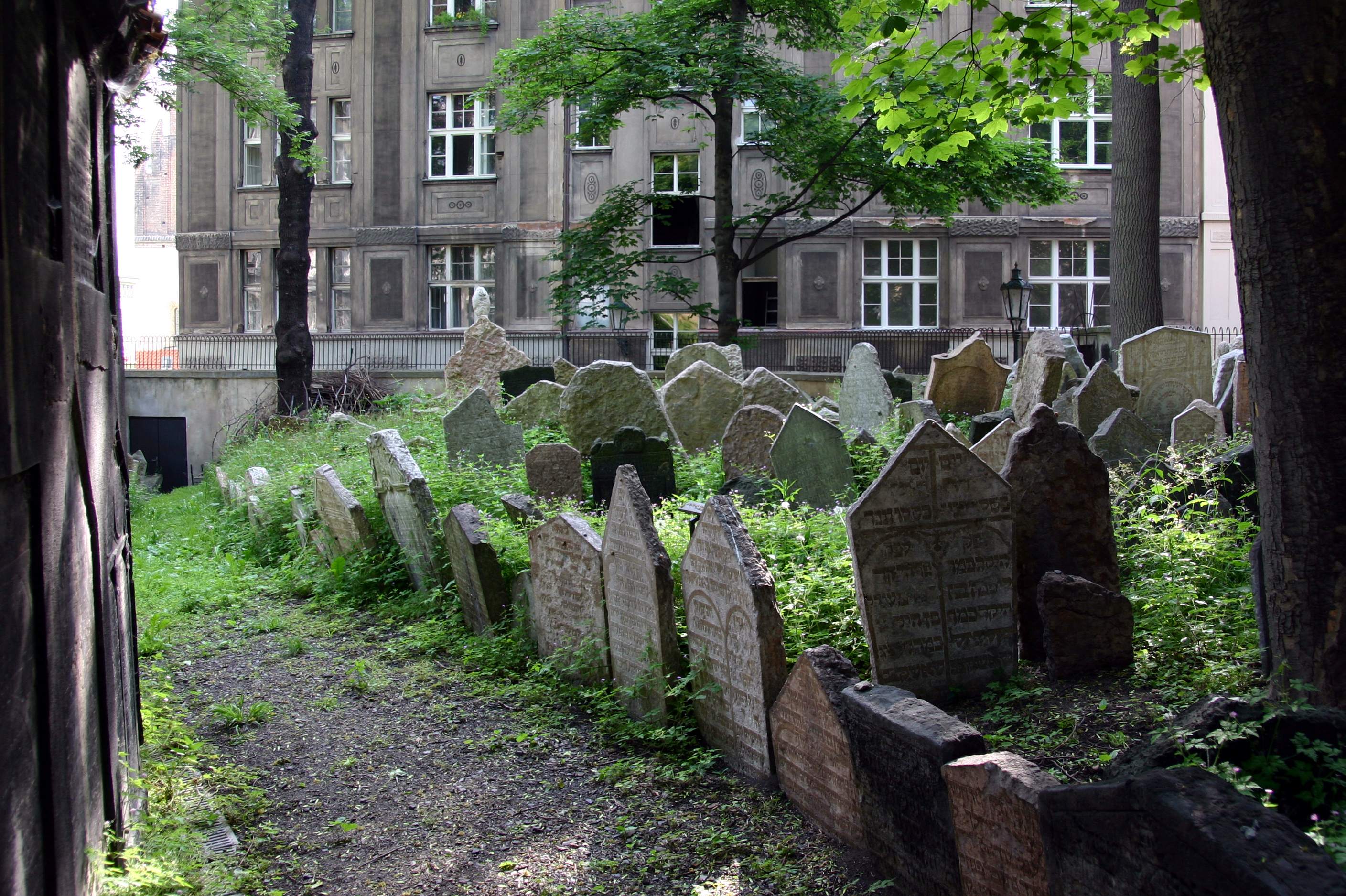
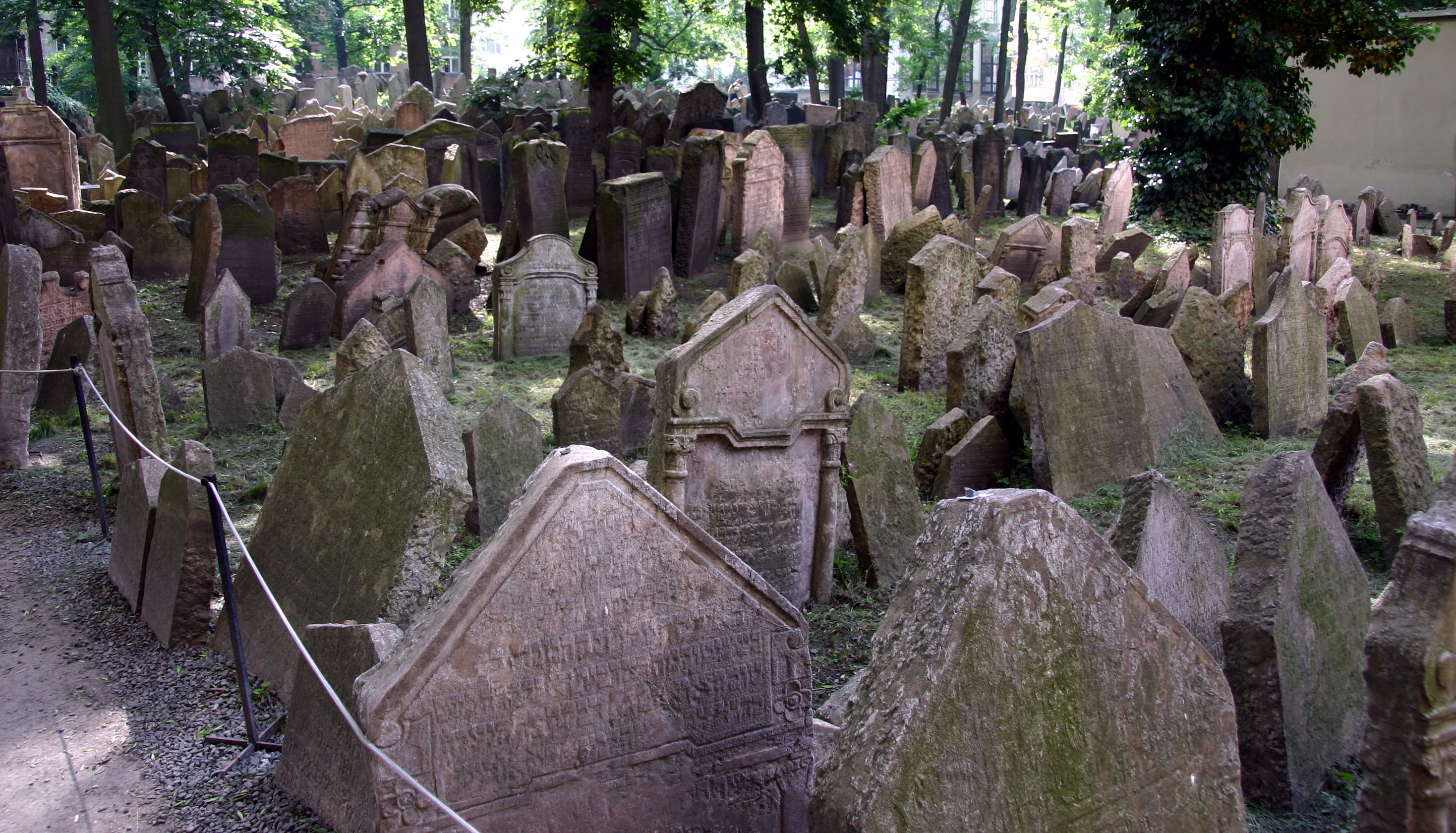
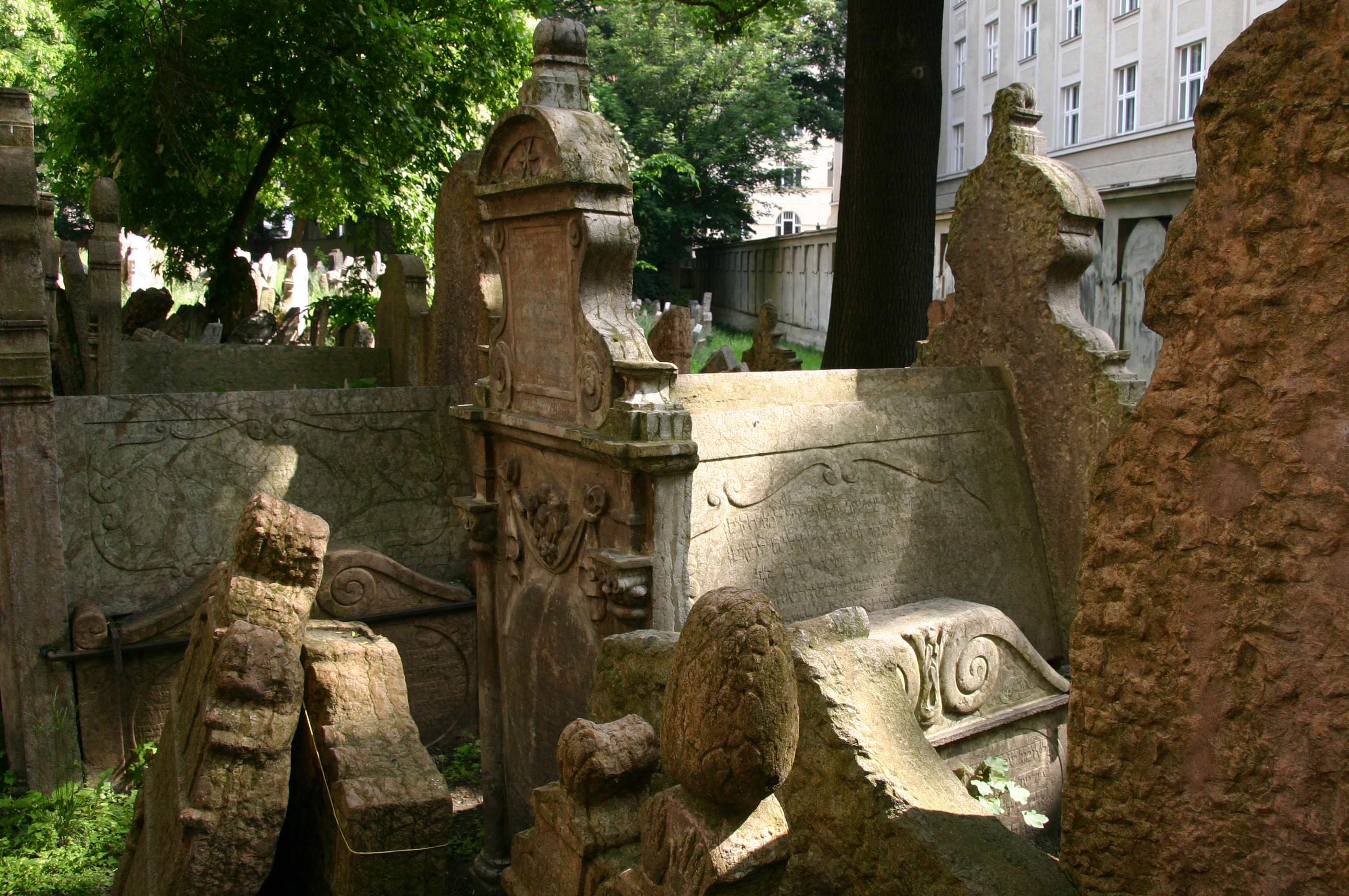
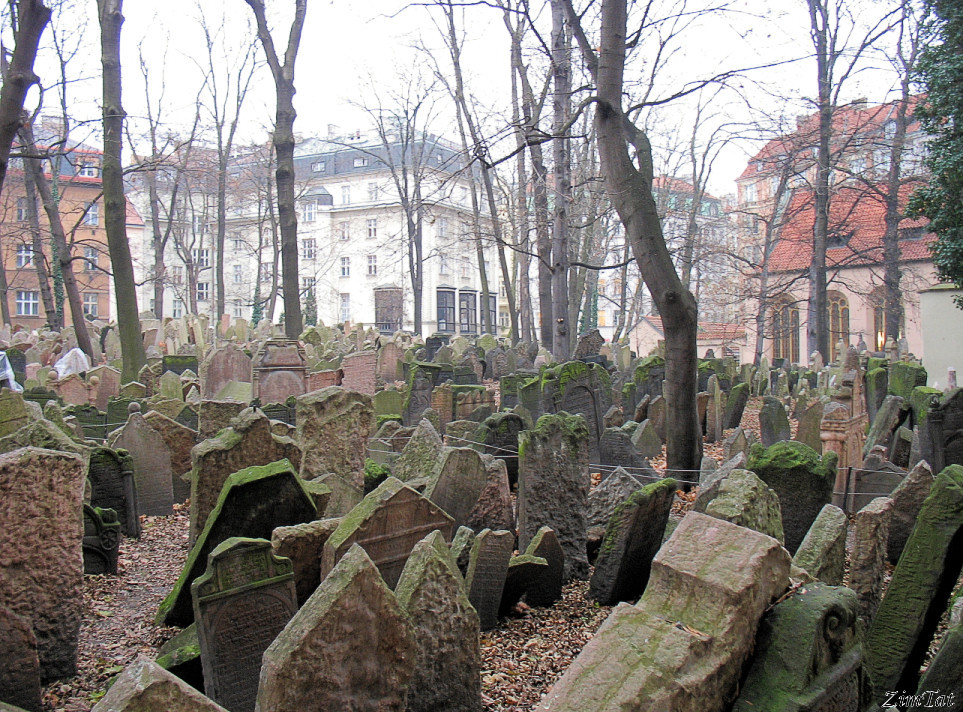